# Rahm Emanuel
Rahm Israel Emanuel (Chicago, 29 novembre 1959) è un politico e ambasciatore statunitense, ambasciatore degli Stati Uniti in Giappone dal 2022 al 2025 e sindaco di Chicago dal 2011 al 2019. In precedenza, Emanuel è stato Capo di Gabinetto della Casa Bianca dal 2009 al 2010 e ancor prima membro della Camera dei Rappresentanti per lo stato dell'Illinois dal 2003 al 2009. Emanuel è membro del Partito Democratico.

## Biografia
Emanuel è nato a Chicago in una famiglia di religione ebraica da Benjamin M. Emanuel e Martha Smulevitz. Il padre, nato a Gerusalemme, fu membro dell'Irgun. Dopo le superiori ha ottenuto una laurea di primo livello al Sarah Lawrence College nel 1981. Successivamente ha conseguito un master's degree (equivalente alla laurea specialistica italiana) in linguaggio e comunicazione (Speech and Communication) alla Northwestern University nel 1985.
Emanuel è stato volontario nell'esercito israeliano durante la guerra del Golfo nel 1991.

## Carriera politica

### Gli inizi
Emanuel ha preso parte ad una serie di campagne elettorali sia locali che nazionali. Nel 1984 lavorò nello staff del democratico Paul Simon per la sua elezione al Senato, nel 1988 fu il direttore nazionale del comitato per la campagna democratica per il Congresso e nel 1989 assunse il ruolo di consigliere e capo della raccolta fondi per Richard M. Daley nella vittoriosa campagna per il sindaco di Chicago.
Il salto di qualità avvenne con la nomina a capo del comitato finanziario per le elezioni presidenziali primarie da parte di Bill Clinton. Emanuel insistette molto sul dedicare più tempo nella raccolta fondi anche a scapito della campagna elettorale vera e propria.
Dopo la campagna, conclusasi con l'elezione di Clinton, Emanuel venne nominato senior advisor (consigliere anziano) alla Casa Bianca ruolo che mantenne nel periodo 1993-1998.

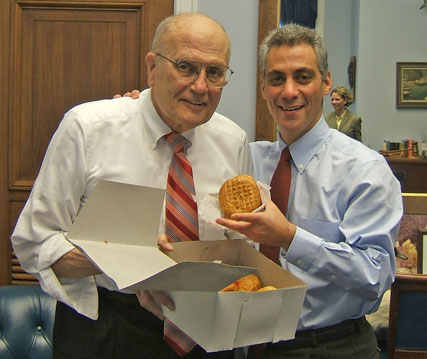
John Dingell con Emanuel

### Elezione alla Camera
Dopo il termine del mandato presidenziale lavorò per un periodo in una banca d'affari. Nel 2002 decise di candidarsi alla Camera dei Rappresentanti per il 5º distretto dell'Illinois precedentemente attribuito a Rod Blagojevich il quale aveva scelto di non ripresentarsi per correre con successo alla carica di Governatore dell'Illinois.
Dopo aver conquistato la candidatura alle primarie del suo partito riuscì facilmente a sconfiggere Mark Augusti, il candidato repubblicano.
Emanuel appoggiò nell'ottobre del 2002 la risoluzione del congresso che autorizzava la guerra contro l'Iraq.

### Amministrazione Obama
Dal 20 gennaio 2009 al 1º ottobre 2010 ha rivestito il ruolo di Capo di gabinetto della Casa Bianca nel governo del Presidente Barack Obama.

### Sindaco di Chicago
Eletto sindaco di Chicago, la sua popolarità patì le conseguenze della gestione del caso che nel 2017 vide la morte dell'adolescente afroamericano Laquan McDonald per mano dell'agente Jason Van Dyke: l'episodio scatenò forti proteste contro le violenze di polizia. 

## Carriera diplomatica
Dopo tre anni di vacanza alla guida della Legazione USA in Giappone, il presidente Biden lo ha designato ambasciatore a Tokyo. Il 18 dicembre 2021 il Senato degli Stati Uniti ha confermato la nomina di Rahm Emanuel come ambasciatore Usa in Giappone: i senatori hanno confermato la scelta del Presidente, esprimendosi con 48 voti a favore e 21 contro (con tre democratici liberal che si sono espressi contro).